# Alemania Federal en la Copa Mundial de Fútbol de 1982
La Selección de fútbol de Alemania Federal fue uno de los 24 equipos participantes del Mundial de España 1982. En el grupo B comenzó su participación con derrota de 1:2 ante Argelia, luego venció 4:1 a Chile y de forma polémica a Austria 1:0 para clasificar a la segunda fase.
Quedó entablada en el grupo 2, empató 0:0 con Inglaterra y se impuso 2:1 a España. Clasificada a la final, fue derrotada por Italia 1:3.

## Clasificación

### Grupo 1
| Equipo           | Pts | PJ | PG | PE | PP | GF | GC | Dif |
| ---------------- | --- | -- | -- | -- | -- | -- | -- | --- |
| Alemania Federal | 16  | 8  | 8  | 0  | 0  | 33 | 3  | 30  |
| Austria          | 11  | 8  | 5  | 1  | 2  | 16 | 6  | 10  |
| Bulgaria         | 9   | 8  | 4  | 1  | 3  | 11 | 10 | 1   |
| Albania          | 2   | 8  | 1  | 0  | 7  | 4  | 22 | -18 |
| Finlandia        | 2   | 8  | 1  | 0  | 7  | 4  | 27 | -23 |

| Fecha                    | Lugar      |                  |  | Resultado |  |                  |
| ------------------------ | ---------- | ---------------- |  | --------- |  | ---------------- |
| 3 de diciembre de 1980   | Sofía      | Bulgaria         |  | 1:3 (0:2) |  | Alemania Federal |
| 1 de abril de 1981       | Tirana     | Albania          |  | 0:2 (0:1) |  | Alemania Federal |
| 29 de abril de 1981      | Hamburgo   | Alemania Federal |  | 2:0 (2:0) |  | Austria          |
| 24 de mayo de 1981       | Lahti      | Finlandia        |  | 0:4 (0:3) |  | Alemania Federal |
| 23 de septiembre de 1981 | Bochum     | Alemania Federal |  | 7:1 (2:1) |  | Finlandia        |
| 14 de octubre de 1981    | Viena      | Austria          |  | 1:3 (1:2) |  | Alemania Federal |
| 18 de noviembre de 1981  | Dortmund   | Alemania Federal |  | 8:0 (5:0) |  | Albania          |
| 22 de noviembre de 1981  | Düsseldorf | Alemania Federal |  | 4:0 (1:0) |  | Bulgaria         |

## Participación

### Grupo B
| Equipo           | Pts | PJ | PG | PE | PP | GF | GC | Dif |
| ---------------- | --- | -- | -- | -- | -- | -- | -- | --- |
| Alemania Federal | 4   | 3  | 2  | 0  | 1  | 6  | 3  | 3   |
| Austria          | 4   | 3  | 2  | 0  | 1  | 3  | 1  | 2   |
| Argelia          | 4   | 3  | 2  | 0  | 1  | 5  | 5  | 0   |
| Chile            | 0   | 3  | 0  | 0  | 3  | 3  | 8  | -5  |

| 16 de junio de 1982, 17:15                                                               | Alemania Federal | 1:2 (0:0) | Argelia                   | Estadio El Molinón, Gijón                                         |                                                                   |
|                                                                                          | Rummenigge 67'   | Reporte   | Madjer 54' · Belloumi 68' | Asistencia: 42 000 espectadores Árbitro(s): Enrique Labo Revoredo | Asistencia: 42 000 espectadores Árbitro(s): Enrique Labo Revoredo |
| Primer triunfo de un seleccionado africano sobre un europeo y también campeón del mundo. |                  |           |                           |                                                                   |                                                                   |

| 20 de junio de 1982, 17:15 | Alemania Federal                     | 4:1 (1:0) | Chile       | Estadio El Molinón, Gijón                                |                                                          |
|                            | Rummenigge 9' 57' 66' · Reinders 83' | Reporte   | Moscoso 90' | Asistencia: 42 000 espectadores Árbitro(s): Bruno Galler | Asistencia: 42 000 espectadores Árbitro(s): Bruno Galler |

| 25 de junio de 1982, 17:15                                                                                      | Alemania Federal | 1:0 (1:0) | Austria | Estadio El Molinón, Gijón                                 |                                                           |
| | Hrubesch 10'     | Reporte   |         | Asistencia: 41 000 espectadores Árbitro(s): Bob Valentine | Asistencia: 41 000 espectadores Árbitro(s): Bob Valentine |
| Considerado como el partido más polémico debido al arreglo que tuvo. Véase Alemania Federal vs. Austria (1982). |                  |           |         |                                                           |                                                           |

### Segunda fase

#### Grupo 2
| Equipo     | Pts | PJ | PG | PE | PP | GF | GC | Dif |
| ---------- | --- | -- | -- | -- | -- | -- | -- | --- |
| Alemania   | 3   | 2  | 1  | 1  | 0  | 2  | 1  | 1   |
| Inglaterra | 2   | 2  | 0  | 2  | 0  | 0  | 0  | 0   |
| España     | 1   | 2  | 0  | 1  | 1  | 1  | 2  | -1  |

| 29 de junio de 1982, 21:00 | Alemania Federal | 0:0     | Inglaterra | Estadio Santiago Bernabéu, Madrid                          |                                                            |
|                            |                  | Reporte |            | Asistencia: 75 000 espectadores Árbitro(s): Arnaldo Coelho | Asistencia: 75 000 espectadores Árbitro(s): Arnaldo Coelho |

| 2 de julio de 1982, 21:00 | Alemania Federal             | 2:1 (0:0) | España     | Estadio Santiago Bernabéu, Madrid                         |                                                           |
|                           | Littbarski 50' · Fischer 75' | Reporte   | Zamora 82' | Asistencia: 90 089 espectadores Árbitro(s): Paolo Casarin | Asistencia: 90 089 espectadores Árbitro(s): Paolo Casarin |

#### Semifinal
| 8 de julio de 1982, 21:00 | Alemania Federal                                                 | 3:3 (1:1, 1:1) (t. s.)(5:4 p.) | Francia                                               | Estadio Ramón Sánchez Pizjuán, Sevilla                     |                                                            |
| | Littbarski 17' · Rummenigge 102' · Fischer 108'                  | Reporte                        | Platini 26' (pen.) · Trésor 92' · Giresse 98'         | Asistencia: 70 000 espectadores Árbitro(s): Charles Corver | Asistencia: 70 000 espectadores Árbitro(s): Charles Corver |
| |                                                                  | Tiros desde el punto penal     |                                                       |                                                            |                                                            |
| | Kaltz · Breitner · Stielike · Littbarski · Rummenigge · Hrubesch |                                | Giresse · Amoros · Rocheteau · Six · Platini · Bossis |                                                            |                                                            |
| Primer partido de la Fase Final (desde semifinales) que termina en empate. Primer partido con Definición desde el punto penal. |                                                                  |                                |                                                       |                                                            |                                                            |

#### Final
| 11 de julio de 1982, 20:00 | Italia                                   | 3:1 (0:0) | Alemania Federal | Estadio Santiago Bernabéu, Madrid                          |                                                            |
| | Rossi 57' · Tardelli 69' · Altobelli 81' | Reporte   | Breitner 83'     | Asistencia: 90 000 espectadores Árbitro(s): Arnaldo Coelho | Asistencia: 90 000 espectadores Árbitro(s): Arnaldo Coelho |
| Antonio Cabrini es el primer y único jugador en fallar un penal en una final de copa del mundo. Con 40 años Dino Zoff es el jugador más longevo en ser campeón del mundo. |                                          |           |                  |                                                            |                                                            |

## Estadísticas
| Equipo | Equipo           | Pts | PJ | PG | PE | PP | GF | GC | Dif | Rend  |
| ------ | ---------------- | --- | -- | -- | -- | -- | -- | -- | --- | ----- |
| 1      | Italia           | 11  | 7  | 4  | 3  | 0  | 12 | 6  | +6  | 78,6% |
| 2      | Alemania Federal | 8   | 7  | 3  | 2  | 2  | 12 | 10 | +2  | 57,1% |
| 3      | Polonia          | 9   | 7  | 3  | 3  | 1  | 11 | 5  | +6  | 64,3% |